# قرة بلاغ (تشهار دولي)
قرة بلاغ (بالفارسية: قره‌بلاغ) هي قرية تقع في إيران في Chaharduli Rural District. يقدر عدد سكانها بـ 592 نسمة .